# Торопов, Сергей Афанасьевич
Сергей Афанасьевич Торопов (1928—1990) — пермский краевед и методист.

## Биография
После окончания школы поступил на исторический факультет Пермского университета, но осилить его не смог. С 1964 работал методистом в Пермской областной станции юных туристов, в 1978—1985 годах был её директором. Проводил областные слеты красных следопытов, принимал участие в организации школьных музеев, разработал ряд туристских маршрутов. Многие годы собирал материалы по Гражданской войне на Урале, но реализовать замыслы в книгу не сумел. В последние годы жизни увлекся экскурсиями по Егошихинскому кладбищу Перми. В 1982—1990 годах руководил клубом краеведов. Известен как автор нескольких книг, посвященных туристским маршрутам. Практически все они сейчас безнадежно устарели, поскольку были написаны с идеологическим уклоном и содержали большое количество погрешностей, как исторического, так и географического характера. Последняя его книга — путеводитель по городу Перми — по-существу является гидом по памятным доскам и не представляет большого интереса. Богатый архив и библиотека старых книг С. А. Торопова оказались в руках разных лиц и организаций. Похоронен он в Перми на Северном кладбище.

## Публикации
- С. А. Торопов. На трассе будущего (Вычегодско-Камский канал). // Широкие просторы. — М: Советская Россия, 1963.
- Избранные маршруты для отдыха на реке / Авторы: А. И. Коробков, Е. Н. Мелихов, Ю. М. Кушнарёв, С. А. Торопов; Ред. Л. Г. Трипольский. — М.: Физкультура и спорт, 1972. — С. 116—167. — 168 с. — (Библиотечка туриста-водника). — 40 000 экз. (Автор разделов о реках Вишера и Берёзовая)
- С. А. Торопов. По голубым дорогам Прикамья. Пермь, Кн. изд-во, 1976.
- С. А. Торопов. Дорогами народной славы: Путеводитель. — Пермь, 1984.
- С. А. Торопов. Пермь: Путеводитель. — Пермь: Кн. изд-во, 1986. — 160 с. (Путеводитель по мемориальным доскам)